# LZ 25
Der Zeppelin LZ 25 war das 25. Luftschiff des Grafen Zeppelin und unter der Kennung Z IX das zwölfte Luftschiff des deutschen Heeres.

## Geschichte
Die erste Fahrt von LZ 25 fand am 13. Juli 1914 statt. Das Heer übernahm das Luftschiff unter der militärischen Kennung Z IX.
Der Zeppelin war noch bei Erprobungs- und Abnahmefahrten, als der Erste Weltkrieg ausbrach. Für den Fronteinsatz wurde das nagelneue Luftschiff am 10. August nach Düsseldorf verlegt.
Z IX machte oft zusammen mit dem in Köln stationierten militärisch umgerüsteten Passagier-Luftschiff Sachsen Fahrten zur Aufklärung und für Bombenangriffe nach Antwerpen und Calais. Z IX fuhr auch Ostende und Dünkirchen an. Die Oberste Heeresleitung war sich zu dieser Zeit noch nicht im Klaren über die Fähigkeiten der Militär-Luftschiffe und gab etwa am 21. August 1914 den Befehl an Z IX: „Bombenabwurf über Antwerpen, Zeebrügge, Dünkirchen und Calais, Rückkehr über Lille, wo ebenfalls Beunruhigungen durch Bombenwurf stattzufinden haben.“ Die Fahrtstrecke konnte das Luftschiff leicht bewältigen, aber die höchste Bombenlast, die Z IX tragen konnte, war 1200 kg. So waren nur zehn Bomben für die fünf Ziele vorgesehen.
Auch im September führte Z IX weitere Aufklärungsfahrten im Westen Belgiens und im Norden Nordfrankreichs durch.
Auf englisch-französischer Seite wollte man nun die Gefahr durch die Luftschiffe ausschalten. Am 27. September 1914 versuchte ein alliiertes Flugzeug mit einem Bombenabwurf, Z IX in seiner Halle in Düsseldorf zu vernichten. Daraufhin wurden auf die Dächer der Luftschiffhallen in Düsseldorf und Köln Maschinengewehre zur Abwehr feindlicher Flieger aufgebaut.

## Ende von LZ 25/Z IX
Durch einen Sturzflug überraschte am 8. Oktober 1914 ein Flieger der englischen Luftstreitkräfte die Luftabwehr auf der Halle von LZ IX in Düsseldorf und konnte seine beiden Bomben gezielt in die Luftschiffhalle werfen. Die Bomben töteten einen Mechaniker, der auf dem Dach stand, die Maschinengewehrschützen auf den Ecktürmen der Halle blieben unverletzt. Die Bomben durchschlugen das Hallendach und setzten den Zeppelin in Brand. Die Bomben, die beiderseits unter dem Schiffsrumpf hingen, hatten noch keine Zünder, und als das Metall der Aufhängevorrichtungen in der Hitze des brennenden Wasserstoffgases schmolz, fielen sie, ohne zu explodieren, zu Boden. Das Luftschiff war zerstört, nur seine außen am Schiff angebrachten Motoren waren noch verwendbar. Auch die Halle blieb, bis auf das Loch im Dach, unbeschädigt.

## Technische Daten
- Traggasvolumen: 22.500 m³ Wasserstoff
- Länge: 158,0 m
- Durchmesser: 14,90 m
- Nutzlast: 9,2 t
- Antrieb: drei Maybach-Motoren von je 210 PS (154 kW)
- Geschwindigkeit: 22,5 m/s (81 km/h)